# Еберхард фон Изенбург
Еберхард фон Изенбург-Гренцау (на немски: Eberhard von Isenburg-Grenzau; † сл. 25 ноември 1292) от фамилията Изенберг, е господар на Изенбург-Гренцау при Хьор-Гренцхаузен.

## Произход и наследство
Той е син на Хайнрих II фон Изенбург (1218 – 1278) и съпругата му Мехтилд фон Хохщаден († сл. 1264), дъщеря на граф Лотар I фон Аре-Хохщаден и съпругата му Мехтилд фон Вианден. Майка му е сестра на Конрад фон Хохщаден, архиепископ на Кьолн (1238 – 1261). По-големите му братя са Герлах I фон Изенбург-Аренфелс († 1303), Хайнрих III фон Изенбург-Гренцау († 1287), Лудвиг фон Изенбург-Клееберг († сл. 1290).
Изенбург-Гренцау се дели през 1287 г. на Изенбург-Аренфелс, Изенбург- Клеберг. Еберхард получава Изенбург-Гренцау.

## Фамилия
Еберхард се жени сл. 1278 г. за Изолда (Изабела) фон Хайнсберг († сл. 1287), вдовица на граф Бруно III фон Изенбург-Браунсберг († ок. 1278/1279), дъщеря на Хайнрих I фон Хайнсберг († 1259) и Агнес фон Клеве-Хайнсберг († 1267). Те имат една дъщеря:
- Мехтилд фон Изенбург-Гренцау (* ок. 1303; † сл. 1342), омъжена пр. 1 декември 1324 г. за граф Хайнрих V фон Вайлнау († 1342), син на граф Герхард II фон Вайлнау († 1288) и Изенгард фон Ханау († 1282)